# Non stop (powieść)
Non stop – debiutancka powieść science fiction angielskiego pisarza Briana W. Aldissa z 1958 r., wykorzystująca motyw statku-arki. Pierwsze polskie wydanie ukazało się w 1975 r. w serii „Fantastyka-Przygoda” wydawnictwa Iskry, w tłumaczeniu Marka Wagnera.

## Opis fabuły
Roy Complain jest członkiem małego szczepu, mieszkającego w Kabinach. Żądza przygód i mizeria własnego żywota pcha go do wielkiej wyprawy, podczas której ma nadzieję sprawdzić co jest za Bezdrożami, jak wyglądają Dziobowcy i czy istnieją mityczni Giganci oraz – co najważniejsze – jak wygląda świat, w którym żyje od urodzenia. Podróż przekroczy najśmielsze oczekiwania Roya. Nie tylko pozna osobiście Gigantów i stoczy niejedną walkę z Dziobowcami, ale przede wszystkim odkryje, że wcale nie mieszka na żadnej planecie, tylko na gigantycznym statku kosmicznym, krążącym od lat po orbicie Ziemi. On sam – podobnie jak wszyscy mieszkańcy statku – okaże się zaś skarlałym i zmutowanym potomkiem dawnej załogi.

## Polskie wydania

### W przekładzie Marka Wagnera
- „Trybuna Robotnicza” 1975, nr 12 (15.01.1975) – nr 67 (21-23.03.1975), (w odcinkach, pod tytułem „Powrót na Ziemię”),
- Iskry, Warszawa 1975 (seria Fantastyka-Przygoda),
- Phantom Press International, Gdańsk 1991, ISBN 83-85276-40-8.

### w przekładzie Macieja Raginiaka
- Rebis, Poznań 2002, ISBN 83-7120-814-6.
- Solaris, Stawiguda 2007, ISBN 978-83-89951-70-0 (seria Klasyka Science Fiction).
- Rebis, Poznań 2019, ISBN 978-83-8062-598-3 (seria Wehikuł czasu)